# Велики Мокри Луг
Велики Мокри Луг је насеље и месна заједница у општини Звездара у граду Београду.

## Положај и локација
Велики Мокри Луг се налази у јужном делу општине Звездара, око 10 километара од центра Београда.
Са јужне стране излази на ауто-пут Хоргош-Београд-Ниш-Прешево, преко којег се налази насеље Гроцка и Мали Мокри Луг, са северне стране излази на општину Вождовац, са источне преко Цветанове ћуприје на насеље Медаковић, док са западне стране излази на насеље Кумодраж. Насеље је настало на извору Мокролушког потока, који тече у правцу севера насеља и ауто-пута Хоргош-Београд-Ниш-Прешево.

## Историја насеља
Велики Мокри Луг је све до Првог српског устанка био неурбанизован, шумовит и ненасељен крај. Велики Мокри Луг спада у млада насеља околине Београда, које је настало 1806. године, када су кренула прва досељавања становништва на ово подручје, углавном људи из јужне Србије. Разлог досељавања становништва баш на ово подручје је био тај што је Велики Мокри Луг имао извориште воде, који је својим водоводним системима снабдевао цео Београд. Постоје подаци да је ово насеље постојало још и у римско доба. Приликом проширења београдске општине 1934, В.М.Л. је постао 5. кварт. Све до седамдесетих година 20. века Велики Мокри Луг је био засебно село у београдском предграђу. Великом реорганизацијом напон пописа становништва 1971. године, на ужој територији Београда прикључен је велики број урбанизованих предграђа, па се ова насеља, а између осталог и Велики Мокри Луг постали месне заједнице града Београда.

## Попис становништва
Према званичним пописима становништва број становника Великог Мокрог Луга се кретао :
- 1921 — 1.563
- 1953 — 2.227
- 1971 — 6.753
- 2002 — 6.376

## Објекти у насељу
У насељу Велики Мокри Луг налази се
- Основна школа Владислав Петковић Дис
- Црква свете Великомученице Недеље

И велики број трговинских, занатских и пословних објеката.

## Саобраћај
До Великог Мокрог Луга градским превозом које обезбеђује ГСП Београд може се стићи
- линија 20 Велики Мокри Луг — Миријево[5]
- линија 38 Велики Мокри Луг — Шумице[6]
- линија 308 Велики Мокри Луг — Шумице[7]
- линија 308н Велики Мокри Луг — Славија.[8]
- линија 312 МЗ Велики Мокри Луг — Кумодраж — МЗ Велики Мокри Луг[9]